# NEXX
NEXX är en dance/pop-grupp från Stockholm som består av Sebastian Zelle, Johanna Eriksson och Robert Skowronski. Gruppen hette från början Natural Ex och utgjordes då av Zelle, Skowronski och Susanna Patoleta som tidigare ingick i gruppen Excellence. Både Zelle och Skowronski ingick tidigare i gruppen Supernatural.  
Natural Ex debuterade 2005 med singeln Stay By My Side. Låten klättrade högt på Swedish Dance Chart och spelades mycket i radio. Singeln släpptes senare även i Finland och Ryssland. 
2006 släpptes singeln Straight To Bed och året efter släppte NEXX sin tredje singel Two Of A Kind. Båda låg länge på Swedish Dance Chart. Man släppte även promotionssingeln Don't Go, cover på gruppen Yazoo, i Finland.
NEXX har turnerat i Sverige, Finland, Lettland, Rumänien, Moldavien och Polen. I det sistnämnda landet var Synchronize Lips en stor hit 2008. Den kom bland annat på 2:a plats i Polens största musikfestival "Sopot Hit Festiwal" (före Charlotte Perrelli och hennes schlagerhit "Hero") och blev även en enorm hit i Rumänien. Singeln Paralyzed släpptes i slutet av 2008 och i mars 2009 släpptes den tredje singeln Bitch Switch i samband med releasen av gruppens debutalbum Synchronize Lips 6 mars (2009) i Polen.
Våren 2009 vann NEXX priset för årets internationella hit med Synchronize Lips på Polens största musikgala "Eska Music Awards". De andra nominerade artisterna i samma kategori var bland andra Danny Saucedo med "Tokyo" och Guru Josh Project med Infinity 2008. Samtidigt släppte gruppen debutsingeln i ett flertal andra länder.
I oktober 2009 släpptes singeln Synchronize Lips i Norden och gick direkt upp som veckans högsta nykomling på #13 på Swedish Dance Chart. Singeln klättrade sen upp till #3.[källa behövs]
Gruppens låtar produceras främst av Jonas Von Der Burg och Niclas Kings.